# Magyar LMBT-kronológia (1990-es évek)
Az alábbi kronológia a leszbikus, meleg, biszexuális és transznemű embereket érintő fontosabb magyar eseményeket tartalmazza az 1990-es évekből.
» korábbi események

## 1990
- Oli úr személyében, Bajor Imre alakításában a magyar televíziózás történetében első ízben jelenik meg rendszeresen visszatérő homoszexuális karakter a Szomszédok című sorozatban. A karakter 1993-ig szerepelt a sorozatban.[1]

## 1991
- február – Hivatalosan is bejegyzik a már 1989 óta nem hivatalosan működő Lambda Budapest Meleg Baráti Társaságot.
- április – Megjelenik a Mások, a magyar homoszexuálisok számára készülő első sajtótermék. (A lap stencilezett számai már 1989-től forgalomban voltak.)
- április 19–21. – Az ILGA regionális konferenciát szervez Prágában a kelet-európai homoszexuális sajtóról 14 ország 13 lapjának részvételével, amelyen a Mások is képviselteti magát.
- május 19. – Faültetés a László-kórház udvarán az AIDS áldozatainak emlékére a homoszexuális egyesületek, a PLUSS és a Vöröskereszt részvételével. Este a Szindbád moziban levetítik Zolnai Pál Védtelenek c. filmjét.
- május – Meghívják a homoszexuális egyesületek és a sajtó képviselőit a Kakukktojás c. film bemutató előtti vetítésére.
- június – Megjelenik a homo- és biszexuálisok második havilapja, a Homeros. Két szám után megszűnik.
- július – Megjelenik magyar nyelven Jean Boisson A rózsaszín háromszög című, a homoszexuálisok deportálásával foglalkozó könyve.
- augusztus 14. – Egy homoszexuális fiút igazoltatnak, és eltávolítanak a Duna-korzóról.
- augusztus 15. – Egy körülbelül húszfős homoszexuális társaság a Duna-korzóra vonul, hogy az esetleges rendőri igazoltatások ellen tiltakozzon, de nem történik semmi incidens.
- augusztus – A Mai Napban megjelenik Illisz L. László homoszexuálisokat kritizáló cikke Fizessetek címmel.
- szeptember – A Valóságban megjelenik Szentágothai János A homoszexualitás és Tóth László Egy „földalatti mozgalom” hanyatlása és felemelkedése című cikke.
- szeptember 4. – A Lambda levelet küld Jeszenszky Géza külügyminiszternek azzal a kéréssel, hogy támogassa az Európai Biztonsági és Együttműködési Értekezleten a homoszexuálisok emberi jogait elismerő javaslatot.
- szeptember – A Tilos Rádió riportsorozatot indít a homoszexuálisokról.
- szeptember 8–11. – Megrendezik Budapesten az V. AIDS-nevelési konferenciát 29 ország, köztük a magyar homoszexuális egyesületek képviselőinek részvételével.
- szeptember 12. – A Mai Nap közli a Fizessetek című cikkre írt tiltakozó leveleket, köztük a Lambda és a Homeros levelét.
- szeptember – Felhívás hangzik el a homoszexuális tanárok szakszervezetének, valamint a gay ifjúsági mozgalom megalakítására.
- október 1. – A Lambda levelet küld az Országgyűlés Emberi Jogi Bizottságához, melyben kéri a homoszexuálisok támogatását.
- október 7. – A Népszabadságban megjelenik Pintér Sándor, az Országos Rendőr-főkapitányság vezetőjének nyilatkozata, amelyben ígéretet tesz arra, hogy a budapesti Belvárost meg fogják tisztítani a pénzváltóktól, a prostituáltaktól és a homoszexuálisoktól.
- október 17. – Megalakul az ELTE homoszexuális akciócsoportja.
- október – Különböző homoszexuális csoportok kezdenek szerveződni, például amatőr színjátszókör, kerékpároskör.
- október – Megalakul a Leszbikus és Gay Zsidók Egyesülete (másutt: Magyar Zsidó Leszbikus és Gay Csoport), az első ilyen jellegű közösség Magyarországon, a későbbi KeserGay. Születésnapjukat a későbbiekben szeptemberben ünneplik.[2]
- október – A Szuper Pszt magazin kiír egy pályázatot, amelyben arra kérik a lakosságot, hogy jelentsék be azokat a híres művészeket, akikről úgy tudják, hogy homoszexuálisok.
- november – Terry Black nyilatkozik a tévében arról, hogy megalapítja a prostituáltak és homoszexuálisok pártját.
- november 30. – A Vöröskereszt, a László-kórház, a PLUSS, a Lambda és a Homeros közös felvonulást szervez az AIDS-világnapra.
- december 26. – Megalakul a VándorMások, a homoszexuálisok mindmáig működő túracsoportja.

## 1992
- január 10–12. – A rendőrség egy nyomozás apropóján megpróbálja megszerezni a Mások előfizetőinek és hirdetőinek névsorát. A szerkesztőket másnap beidézik a Budapesti Rendőr-főkapitányságra; a Kossuth Rádióban azonban elhangzik erről egy híradás, melynek hatására kiengedik őket a rendőrségről.[3]
- február 13-tól – Nemi szerepek a kultúrában és a társadalomban címmel kezdődik 15 részes sorozat az ELTE Bölcsészettudományi Karán a homoszexuális életformáról, a szexualitás és az orvostudomány, a büntetőjog kapcsolata, valamint a hazai és külföldi homoszexuális mozgalom témájában.
- március 8. – Bezár a Lokál, az első magyar homoszexuális szórakozóhely.
- április – A Komédium Színházban bemutatják a Star Women Show-t, az első magyar transzvesztitashow-t.
- május 15. – Tiltakozó demonstrációt tart a homoszexuálisok egy csoportja egy, a homoszexuálisokat kritizáló feliratú trikó árusítása ellen.
- május 16. – Két tévéműsor is pozitívan foglalkozik a homoszexuálisokkal, melyre válaszként az Új Magyarország napilap éles kritikát fejt ki.
- június 26. – A Karinthy Színházban bemutatják Mart Crowley Fiúk a csapatból c. darabját.

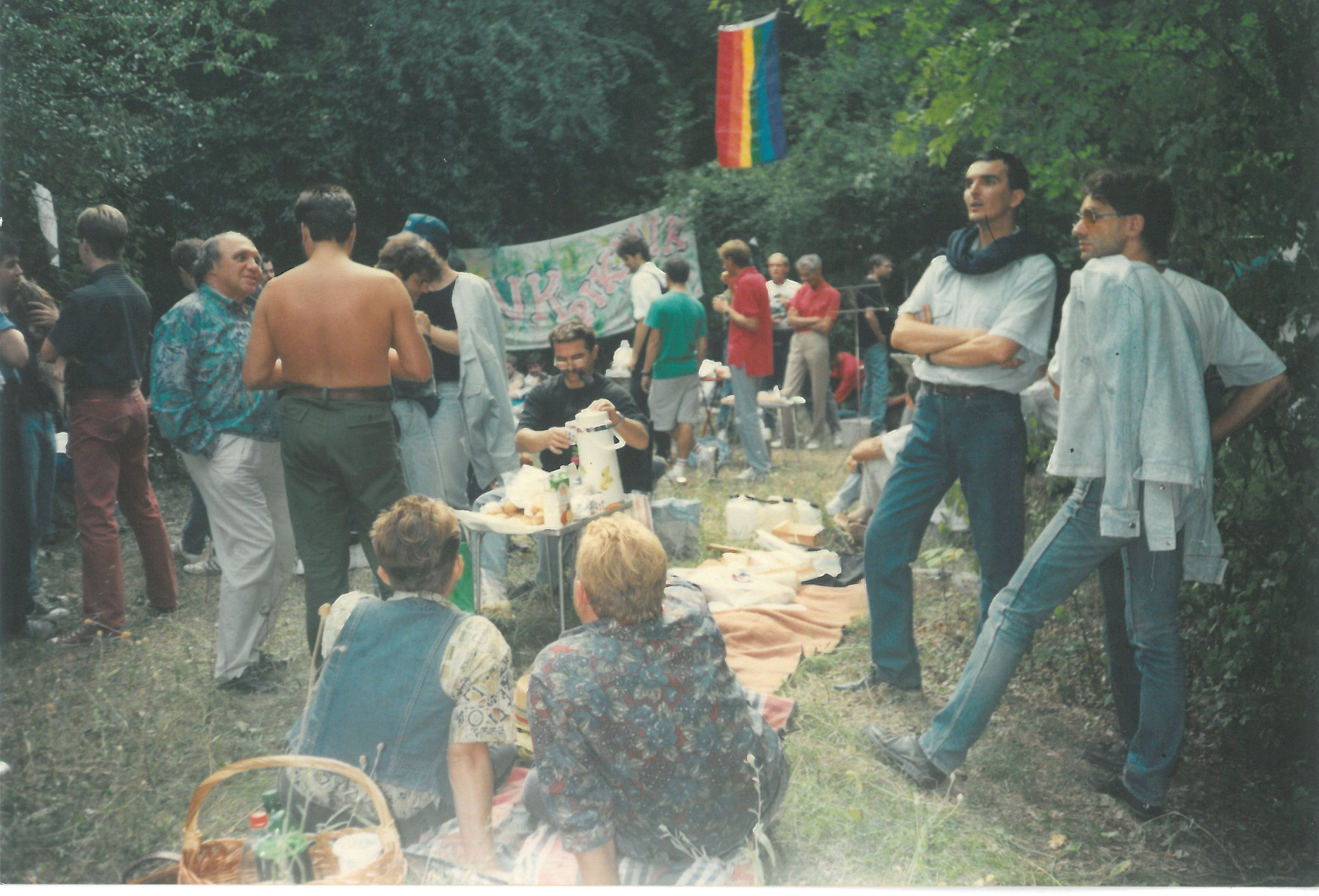
Az első Pink Piknik, 1992. szeptember 13., Hármashatár-hegy

- szeptember 13. – Háromszáz fő részvételével megrendezik az első Pink Pikniket, a magyarországi homoszexuális fesztiválok első előzményét.
- október 20-tól – A Homeros és a Lambda szervezésében elkezdődik egy tanfolyam leendő AIDS-aktivisták számára, ahol a szűrésen segítő diszpécsereket és AIDS-segélytelefont működtető tanácsadókat képeznek ki. A résztvevők között homo- és heteroszexuálisok egyaránt akadnak.
- november 3. – A Parlament elfogadja a szexuális életre vonatkozó adatoknak különleges védelmet biztosító, a személyi adatok nyilvántartásáról szóló új törvényt.
- november 3. – Megalakul az Anonim AIDS-tanácsadó Szolgálat, amely küzd a betegség ellen, felvilágosító tevékenységet végez, valamint anonim és ingyenes HIV-szűrést nyújt.
- november 5 – Magyarország is csatlakozik az emberi jogok európai egyezményéhez.
- november 29. – A homoszexuális egyesületek AIDS-világnapi felvonulása az Andrássy úton.
- december 1. – Az AIDS-világnapon anonim szűrési lehetőség a három legnagyobb budapesti aluljáróban felállított sátrakban.

## 1993
- január – A dékánhelyettes utasítására eltávolítják az ELTE Természettudományi Karának épületéből a Homoszexuális Főiskolások és Egyetemisták Baráti Körének plakátjait.
- február – Az ELTE Szociológiai Intézetében speciális kollégium indul A homoszexualitás problémája a modern társadalomban címmel.
- február – Az ELTE Bölcsészettudományi Karán előadás-sorozat indul Nemi szerepek a civil társadalomban címmel.
- február – Balczó András volt öttusázó a Magyar Út Körök első országos találkozóján kifejti, hogy szervezetüknek ne lehessenek tagjai a szabadkőművesek, a homoszexuálisok és a tételes istentagadók.
- április 1. – Az ELTE Szociológiai Intézetében tanárok, szociológusok, pszichiáterek, újságírók és egyetemi hallgatók közreműködésével megalakul a HÍD, a Homoszexuális Információs, Dokumentációs és Kutató Műhely.
- április – Dr. Romsauer Lajos, a Homeros egyesület elnöke beadvánnyal fordul az Alkotmánybírósághoz, amelyben kéri, hogy nyilvánítsák alkotmányellenesnek azokat a törvényeket, amelyek a házasság és az élettársi kapcsolat meghatározását csakis a férfi-nő viszonylatban teszik lehetővé.
- április – Megalakul a budapesti Forgách utcában az első magyar leszbikusklub.
- május 19–22. – A budapesti Parlamentben megrendezett Interparlamentáris Unión Svend Robinson kanadai képviselő vitát robbant ki a homoszexuálisok jogairól.
- május – Megszűnik Rékai Gábor Mélyrepülés c. éjszakai rádióműsora, amely rendszeresen foglalkozott a homoszexuálisok problémáival.
- július 7–10. – Miskolcon tartja éves konferenciáját a Szociológiai Társaság. A konferencia egyik szekciójának címe: A homoszexualitás mint társadalmi jelenség és társadalmi probléma.
- augusztus 20–22. – Az Alternatív Háló A Gödöllői Agrártudományi Egyetemen Alternatív Fesztivált rendez számos politikai és civilszervezet részvételével; egyik vitafóruma a homoszexualitással foglalkozik.
- szeptember – Megalakul a Magyar Piacpárt, amely alapszabályában rögzíti, hogy homoszexuálisok nem lehetnek a párt tagjai.
- szeptember 12. – Megtartják a homoszexuális büszkeség napját a Pink Piknik keretében a Hármashatár-hegyen.
- szeptember 13. – A Lambda, a Homérosz Egyesület és a Magyar Zsidó Leszbikus és Gay Csoport az Alkotmánybírósághoz benyújtott beadványukban azonos beleegyezési korhatár előírását kéri.[4] Az Alkotmánybíróság csak 9 évvel később, 2002-ben hozta meg az azonos korhatárt előíró döntését. (lásd: 2002. szeptember 3.)
- szeptember – Budapesten jár és előadást tart Dominique Fernandez, a Ganümédész elrablása c. könyv szerzője, valamint Allen Ginsberg, a beatirodalom egyik főalakja.[5]
- október 14. – Az Emberi Jogi Bizottság meghallgatja az ombudsmanjelöltet és helyettesét; az ülésre többek közt a homoszexuálisok képviselőit is meghívják.
- november 1. – Megalakul az első magyarországi keresztény-homoszexuális csoport, a Bíborpalást Katolikus Homoszexuális Közösség. Mintegy másfél évig (1995-ig) működött.
- november 26. – december 1. – Megrendezik az Első Magyar Meleg Filmfesztivált a Toldi moziban.

## 1994
- április 10. – Megalakul a Szivárvány Társulás a Melegek Jogaiért. (lásd: 1994. augusztus 31.)
- május 5. – A választási kampányban a Magyar Narancs[6] kérdőívet küld a miniszterelnök-jelölteknek, melynek egyik kérdése: 6. Ön szerint házasodhatnának-e Magyarországon a homoszexuálisok? A válaszok:

MSZP: Nem.
Orbán: A homoszexuálisok megkülönböztetését a lehető legszűkebb körre korlátoznám, ám bizonyos megkülönböztetés ma még elkerülhetetlen. Tehát élettársi viszony – igen, örökbefogadás – nem.
Kuncze: Velem semmiképpen.
Surján: Nem.
- június – Megjelenik Tóth László szociológus könyve: A homoszexualitásról.[7]
- augusztus 31. – A Szivárvány-ügy. A Fővárosi Bíróság megtagadja a Szivárvány Társulás regisztrálását, mert a „meleg” szót a bíró bizalmas jellegűnek találja, szerinte nem felel meg „a köznyelvi, nyelvhelyességi és névszabatossági követelményeknek”, illetve mert a tagság feltétele kell, hogy legyen a 18. életév betöltése. Az eset több fórumot is megjár, végül az Alkotmánybíróság tesz pontot a végére 1996-ban, elutasítva a szervezet bejegyzését. (lásd: 1994. április 10., 1996. május 16.)

## 1995
- február 10. – Háttér Baráti Társaság a Homoszexuálisokért néven megalakul a Háttér Társaság. (2001-2013 között Háttér Társaság a Melegekért néven működött.)[8][9]
- március 13. – Az Alkotmánybíróság 14/1995. sz. határozatában előírja a Parlamentnek, hogy valamilyen formában (élettársi kapcsolat megnyitása, új jogintézmény bevezetése) rendezze az azonos neműek párkapcsolatát. (lásd: 1996. május 21.)

## 1996
- év eleje – A Fővárosi Bíróság elfogadja a „meleg” szó használatát a Lambda Budapest Meleg Baráti Társaság nevében (korábban: Lambda Budapest Baráti Társaság). (lásd: 1994. augusztus 31.)
- február 10. – Elindul a Meleg Háttér Információs és Lelkisegély-szolgálat, egy telefonos segélyvonal.[10] (lásd: 1995. február 10.)
- február 13. –  Januárban a Művelődési Minisztérium a Te is más vagy, te sem vagy más! program keretében olyan toleranciára nevelő plakátot küld az iskoláknak, melyen egy homoszexuális pár is szerepel. A jobboldali pártok a Parlamentben kritizálják a minisztériumot. A vita hangneme miatt több homoszexuális szervezet tiltakozó levelet küld a képviselőknek.
- március 19. – Juhász Géza, a Habeas Corpus Munkacsoport későbbi vezetője beadványt nyújt be az Alkotmánybírósághoz a Büntető Törvénykönyv szexuális bűncselekményekről szóló részének alkotmányosságáról[11]
- május 16. – Az Alkotmánybíróság 21/1996. sz. határozatában elutasítja a Szivárvány Társulás nyilvántartásba vételét amiatt, hogy a szervezet nem írja elő a 18. életév betöltését a tagság feltételeként, márpedig a kiskorúakat meg kell védeni a belépés melletti döntés esetleges negatív következményeitől. (lásd: 1994. augusztus 31.)
- május 21. – A Parlament elfogadja a polgári törvénykönyv módosítását, ezzel megnyílik az élettársi kapcsolat az azonos nemű párok számára is. (lásd: 1995. március 13.)
- augusztus 1. – Megalakul az Öt Kenyér Katolikus Baráti Kör. Neve 1997 májusában Öt Kenyér Közösségre változik,[12] 1999 szeptemberében pedig – a protestánsok felé is nyitva – az Öt Kenyér Keresztény Közösség a Homoszexuálisokért nevet veszi föl.[13] (lásd: 2006. augusztus 17.)

## 1997
- április–június – A Büntető Törvénykönyv parlamenti vitájában Donáth László[14] és Kőszeg Ferenc[15] olyan módosító javaslatokat nyújtanak be, amelyek törölték volna a természet elleni fajtalanság kifejezést a Btk.-ból, és azonos beleegyezési korhatárt írtak volna elő. A javaslatokat az Országgyűlés leszavazza.
- április 30. – Megjelenik Birtalan Balázs Halállal lakoljanak? – A homoszexuális ember és a kereszténység c. könyve.[16]
- szeptember 6. – A II. Leszbikus-, Meleg-, Biszexuális- és Transzneműfesztivál, egyben megtörténik az első magyarországi melegfelvonulás.[17][18]

## 1998
- július 2–5. – A III. Leszbikus-, Meleg-, Biszexuális- és Transzneműfesztivál.
- szeptember 17. – Az Európa Parlament határozatában bírálja Magyarországot a beleegyezési korhatár szabályozása miatt.

## 1999
- június 25. – Az Alkotmánybíróság 20/1999. sz. határozatában diszkriminatívnak minősíti, hogy  az azonos neműek esetében igen, különböző nemű testvérek esetében viszont nem büntetendő a fajtalankodás. Az AB először mondja ki, hogy a szexuális irányultság olyan „egyéb helyzet”, amelyre vonatkozik az Alkotmány diszkriminációt tiltó paragrafusa.
- július 1–4. – A IV. Leszbikus-, Meleg-, Biszexuális- és Transzneműfesztivál.
- november 9. – Megalakul a Labrisz Leszbikus Egyesület, az első magyar leszbikusszervezet.

» későbbi események